# Nygård (efternavn)
 For alternative betydninger, se Nygård. (Se også artikler, som begynder med Nygård)
Nygård er et norsk efternavn.
Kendte personer med dette efternavn omfatter:
- Jesper Nygård (født 1961), dansk foreningsformand
- Petri Nygård (født 1975), finsk rapper
- S. Nygård (1869–1964), dansk arkivar